# Aleksejs Saveljevs
Aleksejs Saveljevs (Riga, 30 gennaio 1999) è un calciatore lettone, centrocampista del Gloria Buzău e della nazionale lettone.

## Caratteristiche tecniche
È un centrocampista centrale.

## Carriera

### Club
Ha giocato nella prima divisione lettone.

### Nazionale
Ha giocato nelle nazionali giovanili lettoni Under-17, Under-19 ed Under-21.
L'11 novembre 2020 ha debuttato con la nazionale maggiore giocando l'amichevole vinta 3-0 contro San Marino.

## Statistiche

### Cronologia presenze e reti in nazionale
| Cronologia completa delle presenze e delle reti in nazionale ― Lettonia | Cronologia completa delle presenze e delle reti in nazionale ― Lettonia | Cronologia completa delle presenze e delle reti in nazionale ― Lettonia | Cronologia completa delle presenze e delle reti in nazionale ― Lettonia | Cronologia completa delle presenze e delle reti in nazionale ― Lettonia | Cronologia completa delle presenze e delle reti in nazionale ― Lettonia | Cronologia completa delle presenze e delle reti in nazionale ― Lettonia | Cronologia completa delle presenze e delle reti in nazionale ― Lettonia |
| Data                                                                    | Città                                                                   | In casa                                                                 | Risultato                                                               | Ospiti                                                                  | Competizione                                                            | Reti                                                                    | Note                                                                    |
| ----------------------------------------------------------------------- | ----------------------------------------------------------------------- | ----------------------------------------------------------------------- | ----------------------------------------------------------------------- | ----------------------------------------------------------------------- | ----------------------------------------------------------------------- | ----------------------------------------------------------------------- | ----------------------------------------------------------------------- |
| 11-11-2020                                                              | Serravalle                                                              | San Marino                                                              | 0 – 3                                                                   | Lettonia                                                                | Amichevole                                                              | -                                                                       |                                                                         |
| 14-11-2020                                                              | Riga                                                                    | Lettonia                                                                | 1 – 1                                                                   | Fær Øer                                                                 | UEFA Nations League 2020-2021 - 1º turno                                | -                                                                       | 61’                                                                     |
| 17-11-2020                                                              | Andorra la Vella                                                        | Andorra                                                                 | 0 – 5                                                                   | Lettonia                                                                | UEFA Nations League 2020-2021 - 1º turno                                | -                                                                       | 55’                                                                     |
| 4-6-2021                                                                | Riga                                                                    | Lettonia                                                                | 3 – 1                                                                   | Lituania                                                                | Coppa del Baltico 2021                                                  | -                                                                       | 73’                                                                     |
| 7-6-2021                                                                | Düsseldorf                                                              | Germania                                                                | 7 – 1                                                                   | Lettonia                                                                | Amichevole                                                              | 1                                                                       | 46’                                                                     |
| 10-6-2021                                                               | Tallinn                                                                 | Estonia                                                                 | 2 – 1                                                                   | Lettonia                                                                | Coppa del Baltico 2021                                                  | -                                                                       | 45+1’ 46’                                                               |
| 25-3-2022                                                               | Ta' Qali                                                                | Lettonia                                                                | 1 – 1                                                                   | Kuwait                                                                  | Amichevole                                                              | -                                                                       | 39’                                                                     |
| 29-3-2022                                                               | Ta' Qali                                                                | Lettonia                                                                | 1 – 0                                                                   | Azerbaigian                                                             | Amichevole                                                              | -                                                                       | 40’ 88’                                                                 |
| 22-3-2023                                                               | Dublino                                                                 | Irlanda                                                                 | 3 – 2                                                                   | Lettonia                                                                | Amichevole                                                              | -                                                                       | 71’                                                                     |
| 28-3-2023                                                               | Cardiff                                                                 | Galles                                                                  | 1 – 0                                                                   | Lettonia                                                                | Qual. Euro 2024                                                         | -                                                                       | 82’                                                                     |
| 19-6-2023                                                               | Erevan                                                                  | Armenia                                                                 | 2 – 1                                                                   | Lettonia                                                                | Qual. Euro 2024                                                         | -                                                                       | 18’                                                                     |
| 8-9-2023                                                                | Fiume                                                                   | Croazia                                                                 | 5 – 0                                                                   | Lettonia                                                                | Qual. Euro 2024                                                         | -                                                                       | 86’                                                                     |
| 12-10-2023                                                              | Riga                                                                    | Lettonia                                                                | 2 – 0                                                                   | Armenia                                                                 | Qual. Euro 2024                                                         | -                                                                       |                                                                         |
| 15-10-2023                                                              | Konya                                                                   | Turchia                                                                 | 4 – 0                                                                   | Lettonia                                                                | Qual. Euro 2024                                                         | -                                                                       | 46’                                                                     |
| 18-11-2023                                                              | Riga                                                                    | Lettonia                                                                | 0 – 2                                                                   | Croazia                                                                 | Qual. Euro 2024                                                         | -                                                                       | 65’                                                                     |
| 21-11-2023                                                              | Varsavia                                                                | Polonia                                                                 | 2 – 0                                                                   | Lettonia                                                                | Amichevole                                                              | -                                                                       | 72’                                                                     |
| 21-3-2024                                                               | Limassol                                                                | Cipro                                                                   | 1 – 1                                                                   | Lettonia                                                                | Amichevole                                                              | -                                                                       | 63’                                                                     |
| 26-3-2024                                                               | Larnaca                                                                 | Lettonia                                                                | 1 – 1                                                                   | Liechtenstein                                                           | Amichevole                                                              | -                                                                       | 62’                                                                     |
| 8-6-2024                                                                | Liepāja                                                                 | Lettonia                                                                | 0 – 2                                                                   | Lituania                                                                | Coppa del Baltico 2024                                                  | -                                                                       | 62’                                                                     |
| 11-6-2024                                                               | Liepāja                                                                 | Lettonia                                                                | 1 – 0                                                                   | Fær Øer                                                                 | Coppa del Baltico 2024                                                  | -                                                                       |                                                                         |
| 7-9-2024                                                                | Erevan                                                                  | Armenia                                                                 | 4 – 1                                                                   | Lettonia                                                                | UEFA Nations League 2024-2025 - 1º turno                                | -                                                                       |                                                                         |
| 10-9-2024                                                               | Riga                                                                    | Lettonia                                                                | 1 – 0                                                                   | Fær Øer                                                                 | UEFA Nations League 2024-2025 - 1º turno                                | -                                                                       |                                                                         |
| 10-10-2024                                                              | Riga                                                                    | Lettonia                                                                | 0 – 3                                                                   | Macedonia del Nord                                                      | UEFA Nations League 2024-2025 - 1º turno                                | -                                                                       | 82’                                                                     |
| 13-10-2024                                                              | Tórshavn                                                                | Fær Øer                                                                 | 1 – 1                                                                   | Lettonia                                                                | UEFA Nations League 2024-2025 - 1º turno                                | -                                                                       | 66’                                                                     |
| 17-11-2024                                                              | Riga                                                                    | Lettonia                                                                | 1 – 2                                                                   | Armenia                                                                 | UEFA Nations League 2024-2025 - 1º turno                                | -                                                                       | 67’                                                                     |
| 21-3-2025                                                               | Andorra la Vella                                                        | Andorra                                                                 | 0 – 1                                                                   | Lettonia                                                                | Qual. Mondiali 2026                                                     | -                                                                       |                                                                         |
| 24-3-2025                                                               | Londra                                                                  | Inghilterra                                                             | 3 – 0                                                                   | Lettonia                                                                | Qual. Mondiali 2026                                                     | -                                                                       |                                                                         |
| 7-6-2025                                                                | Riga                                                                    | Lettonia                                                                | 0 – 0                                                                   | Azerbaigian                                                             | Amichevole                                                              | -                                                                       | 56’                                                                     |
| 10-6-2025                                                               | Riga                                                                    | Lettonia                                                                | 1 – 1                                                                   | Albania                                                                 | Qual. Mondiali 2026                                                     | -                                                                       | 82’                                                                     |
| Totale                                                                  |                                                                         | Presenze                                                                | 29                                                                      |                                                                         | Reti                                                                    | 1                                                                       |                                                                         |